# Martini (cocktail)
Martini là một món cocktail được pha chế từ rượu gin và vermouth, và được trang trí bằng ô liu hoặc vỏ chanh xoắn. Qua nhiều năm, martini đã trở thành một trong những loại đồ uống có cồn hỗn hợp nổi tiếng nhất.
HL Mencken gọi martini là "phát minh duy nhất của người Mỹ hoàn hảo như sonnet ", và EB White gọi nó là "thần dược của sự yên tĩnh".